# 4차원 인쇄

4차원 인쇄(4-dimensional printing, 4D printing, 4D bioprinting, active origami, shape-morphing systems)는 3차원 물체를 만들기 위해 여러 계층의 컴퓨터 프로그래밍 퇴적 물질을 통해 동일한 3차원 인쇄 기법을 사용한다. 그러나 4차원 인쇄는 시간이 지남에 따라 변형 차원을 더한다. 이러한 이유로 프로그래밍 가능 물질의 일종으로 간주되며 제작 공정 이후 인쇄된 제품은 환경(습도, 온도 등) 변수에 반응하며 이에 따라 형태가 변화한다. 이러한 특성은 측미척 해상도에서 무한에 가까운 구성에서 발생하므로 전례없는 다기능 성능을 보여줄 수 있다.